# Peter Rosenthal

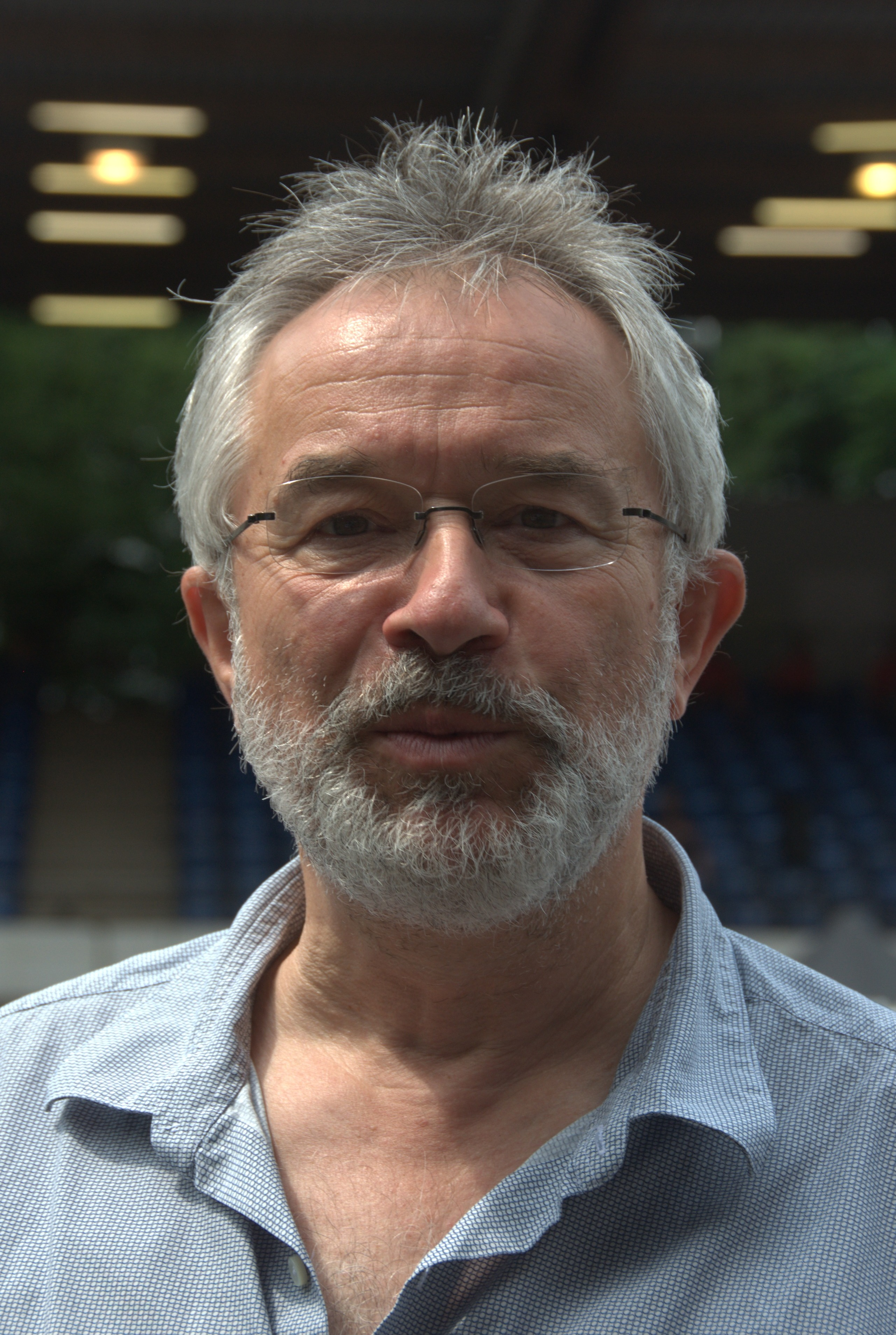
Peter Rosenthal (2021)

Peter Rosenthal (* 1960 in Arad, Volksrepublik Rumänien) ist ein deutscher Autor und Mediziner.

## Biographie
Peter Rosenthal entstammt einer jüdischen Familie und wurde im Banat geboren. 1972 gelang es seinen Eltern nach mehreren misslungenen Versuchen, Rumänien zu verlassen; der Sohn folgte ihnen zwei Jahre später im Alter von 13 Jahren nach Deutschland. In seinem Buch In die Zeit fallen (2013) erzählt er später, wie er diese Zeit, in der er bei seiner Großmutter lebte, als nicht enden wollende Ewigkeit empfand, bis er das Visum für Deutschland erhielt. In Köln studierte er Medizin – auch sein Vater war Arzt – und ließ sich dort 1985 im Stadtteil Ehrenfeld, einem multikulturellen Stadtteil mit regem Kulturleben, als Internist nieder.
2001 veröffentlichte Rosenthal sein erstes Buch Entlang der Venloer Strasse, die Autobiographie eines aus Ceaușescus Rumänien ins westdeutsche Köln geflüchteten Juden. Der Rezensent Andreas Kilcher schrieb in der Neuen Zürcher Zeitung, der Autor habe „verschiedene Orte, Zeiten und Kulturen in eine ebenso fruchtbare wie konfliktreiche Konstellation“ gebracht. Er verkläre einen multikulturellen Raum nicht zu einer Utopie, sondern stelle ihn „unter den härteren Bedingungen des realen Lebens dar“. Der Literaturwissenschaftler Markus Bauer beschreibt Rosenthals Roman In die Zeit fallen als „lesenwerte Auseinandersetzung“ mit der rumänischen Vergangenheit eines Arztes in Deutschland.
Peter Rosenthal ist Mitglied des Exilpen. 2019 gründete er gemeinsam mit Michael Weißmann und dem Designer Stefan Flach den Weißmann Verlag. Erstes Werk, das in diesem Verlag herausgegeben wurde, war Nachts nicht weit von wo, eine Sammlung von Prosa, Lyrik und Fotografien von Autoren und Fotografen „aus Köln-Ehrenfeld und dem Rest der Welt“.

## Werke (Auswahl)

### Als Autor
- Entlang der Venloer Strasse. Briefroman. Igel, Oldenburg 2001, ISBN 978-3-89621-133-0. Gebunden.
- Entlang der Venloer Strasse. Briefroman. Kiepenheuer & Witsch, Köln 2003, ISBN 978-3-462-03536-0. Taschenbuch.
  - De-a lungul sträzii Venlo (Übersetzung). Hasefer Verlag, Bukarest 2017 (rumänisch).[11]
- In die Zeit fallen. Schardt, 2013, ISBN 978-3-89841-680-1.
- 33 Gedichte. tauland, 2016.
- Ehrenfeld Alphabet. parasitenpresse, Köln 2018, ISBN 978-3-947676-20-0.
- Mit weiteren Mitwirkenden: Klausenburg – Der Traum ist unser geheimes Zuhause / Cluj – Visul e casa noastră secretă. Weissmann, 2022, ISBN 978-3-949168-03-1. (deutsch/rumänisch)

### Übersetzungen
- 2002 aus dem Rumänischen: Theaterstücke Take, Janke und Kadir von Victor Ion Popa gemeinsam mit Geraldine Dreyer.[12]
- 2016 aus dem Spanischen, mit Simone Tillmann: Orfila Bardesio: Gedichte / Poemas.[13]

### Herausgeber
- Venedig ist auch nicht viel größer als Ehrenfeld. Walther Koenig, Köln 2017, ISBN 978-3-86335-836-5.
- Mit Stefan Flach (Designer) und Michael Weißmann (Fotograf): Nachts nicht weit von wo. Weissmann Verlag, ISBN 978-3-00-064460-3.

### Drehbuch/Produktion
- 2017: Tigersprung. Gemeinsam mit Marcus Seibert / Boaz Kaizman und Marcus Seibert. Film über den Radweltmeister Albert Richter und dessen jüdischen Manager Ernst Berliner.[12]